# Gina Bramhill
Gina Bramhill (nacida el 30 de julio de 1986) es una actriz británica.

## Vida
Gina Bramhill nació en Eastoft, donde creció en una granja. Cuando era niña, apareció en varias obras de teatro escolares. Se formó en la Real Academia de Arte Dramático. Poco después de graduarse apareció como Bella en la película Lotus Eaters. En 2012 consiguió el papel del personaje recurrente Eve Sands en la serie de televisión Being Human. Ese mismo año, Bramhill interpretó uno de los papeles principales en el piloto dramático The Frontier. En Coronation Street interpretó al personaje de Jodie Woodward. Obtuvo un papel principal en la película Pleasure Island, que se proyectó en el Festival de Cannes en 2014.
Bramhill también ha aparecido en teatro. En 2011 interpretó a la adolescente rebelde Annabel en Chicken en el Southwark Playhouse. Fue Melody en Bad Jewish en el Ustinov Studio de Bath.

## Filmografía

### Cortometrajes
| Año  | Título         | Papel      |
| ---- | -------------- | ---------- |
| 2009 | Propane        | Venus      |
| 2010 | I Do           | Emma       |
| 2011 | Deleting Emily | Emily      |
| 2011 | Cassiel        | Faith      |
| 2013 | The Followed   | Andrea     |
| 2016 | Padlock        | Good Julie |
| 2018 | Okay, Mum      | Nadia      |

### Cine
| Año  | Título              | Papel                    |
| ---- | ------------------- | ------------------------ |
| 2010 | Made in Dagenham    | Hopkins' Secretary       |
| 2011 | Lotus Eaters        | Bella                    |
| 2012 | Red Lights          | Judi Cale                |
| 2012 | The Wedding Video   | Konstantin's Interpreter |
| 2014 | Waiting for Dawn    | Elizabeth                |
| 2015 | Pleasure Island     | Jess                     |
| 2015 | Chicken             | Tara                     |
| 2017 | A Prominent Patient | Lady Annie Higgins       |
| 2023 | Northern Comfort    | Liz                      |

### Televisión
| Año  | Título                                                     | Papel                     | Notas                                               |
| ---- | ---------------------------------------------------------- | ------------------------- | --------------------------------------------------- |
| 2009 | Victoria Wood's Mid Life Christmas                         | Araminty Finch            | Película de televisión                              |
| 2009 | Victoria Wood: What Larks! Or... What I Did on My Holidays | Araminty Finch/Ella misma | Documental de televisión                            |
| 2010 | Pete Versus Life                                           | Mexico                    | Serie de televisión, episodio 'Fankoo'              |
| 2011 | Without You                                                | Gemma                     | Miniserie de televisión, episodio '1.1-1.3'         |
| 2012 | The Frontier                                               | Emily                     | Película de televisión                              |
| 2012 | Coronation Street                                          | Jodie Woodward            | Serial televisivo, episodio '1.7806-1.7809'         |
| 2012 | Being Human                                                | Eve Sands                 | Serie de televisión, 6 episodios                    |
| 2014 | Mr Selfridge                                               | Susie Spender             | Serie de televisión, episodios 2.1 - 2.2            |
| 2014 | Endeavour                                                  | Gloria Deeks              | Serie de televisión, episodio 'Sway'                |
| 2016 | Padre Brown                                                | Marianne Delacroix        | Episodio 4.5 'The Daughter of Autolycus'            |
| 2016 | The Increasingly Poor Decisions of Todd Margaret           | Rachel Purity             | Serie de televisión, 5 episodios                    |
| 2016 | The Living and the Dead                                    | Alice Wharton             | Miniserie de televisión, episodio 1.4               |
| 2016 | Brief Encounters                                           | Lisa                      | Serie de televisión, episodio 1.1 -1.6              |
| 2017 | Sherlock                                                   | Faith                     | Serie de televisión, episodio 'The Lying Detective' |
| 2017 | Black Mirror                                               | Coach                     | Serie de televisión, episodio 'Hang the DJ'         |
| 2019 | Dark Money                                                 | Leti Anderson             | Miniserie de televisión, episodio 1.2               |
| 2019 | Frayed                                                     | Mae                       | Serie de televisión, 2 episodios                    |
| 2020 | Padre Brown                                                | Marianne Delacroix        | Episodio 8.5 'The Folly Of Jephthah'                |
| 2020 | Us                                                         | Young Connie              | 4 episodios                                         |
| 2020 | Agatha and the Midnight Murders                            | Grace Nicory              | Película de televisión                              |
| 2022 | Kate &amp; Koji                                            | Mika                      | Serie de televisión, 1 episodio                     |
| 2022 | Silent Witness                                             | Fiona Mashaba             | Serie de televisión, 5 episodios                    |
| 2022 | Avenue 5                                                   | Colette                   | Serie de televisión, 1 episodio                     |
| 2022 | <i id="mwAVA">The Flatshare</i>                            | Rachel                    | Serie de televisión                                 |